# Не можу зупинитися
Не можу зупинитися (англ. Can't Stop) — настільна гра, розроблена Сідом Саксоном. Мета гри полягає в тому, щоб потрапити на вершину 3 з 11 шляхів раніше будь-якого іншого з гравців. Гравець кідає 4 кубіки та пересуває фішки по не більш як трьом шляхам. Потім вирішує "чи зупинитися?". Якщо зупиняється - його прогрес фіксується, а хід передається наступному гравцеві. Якщо кідає кубіки, а пересування не можливе - його фішки "відкидаються" до стану на початок ходу, а хід передається наступному гравцю. Чим більше разів гравець ризикує кинути кубіки, тим швидше можна "зайняти лінії", але тим більший ризик втратити досягнення, зроблені під час свого ходу. Спочатку опублікована Parker Brothers у 1980 році; однак це видання вже давно вийшло з друку в Сполучених Штатах. Вона була перевидана компанією Face 2 Face Games у 2007 році. Версія для iOS була розроблена компанією Playdek і випущена в 2012 році.

## Відгуки
Гра була рекомендована журі Spiel des Jahres у 1982 році, причому журі заявило, що «[за допомогою] Can't Stop автор Сід Саксон доводить, що він також знає, як використовувати кубики". Рецензент Мікко Саарі з Lautapeliopas назвав гру «дуже простою» та похвалив використання механіки «випробування своєї вдачі».

## Прийняття
Рекомендації щодо настільних ігор від Tibi
| Місце | Категорія                                                                      |
| ----- | ------------------------------------------------------------------------------ |
| 1     | серед усіх переможців і номінантів у порівнянні "Spiel des Jahres 1981"        |
| 1     | серед усіх переможців і номінантів у порівнянні "Spiel des Jahres 1982"        |
| 29    | у списку Covid-19: найкращі ігри для віддаленої гри через відеоконференцію     |
| 7     | в найкращих настільних іграх 20 століття                                       |
| 2     | найкращих настільних ігор 80-х                                                 |
| 1     | у найкращих класичних іграх у кості - усе одно радість кожного разу!           |
| 1     | у найкращих іграх від Сіда Саксона                                             |
| 3     | місце в найкращих іграх від Eagle-Gryphon Games                                |
| 8     | місце в найкращих іграх від Ravensburger                                       |
| 1     | у найкращих іграх, представлених на Spiel 1991 в Ессені, Німеччина             |
| 1     | у найкращих іграх, представлених на Spiel 1992 в Ессені, Німеччина             |
| 1     | у найкращих іграх, представлених на Spiel 2011 в Ессені, Німеччина             |
| 49    | місце в найкращих іграх, рекомендованих журналом Spiegel Online                |
| 1     | у найкращих іграх, випущених у 1980 році                                       |
| 10    | місце в найкращих гоночних іграх                                               |
| 19    | у найкращих іграх з киданням кубиків                                           |
| 19    | у найкращих настільних, карткових іграх                                        |
| 5     | в рейтингу найкращих настільних ігор перегонів, карткових ігор та ігор у кості |